# 魚崎西町
魚崎西町（うおざきにしまち）は、兵庫県神戸市東灘区の町名。平成17年国勢調査（2005年10月1日現在）における世帯数は1,206、人口2,857で内男性1,371人・女性1,486人
。郵便番号658-0026。

## 地理

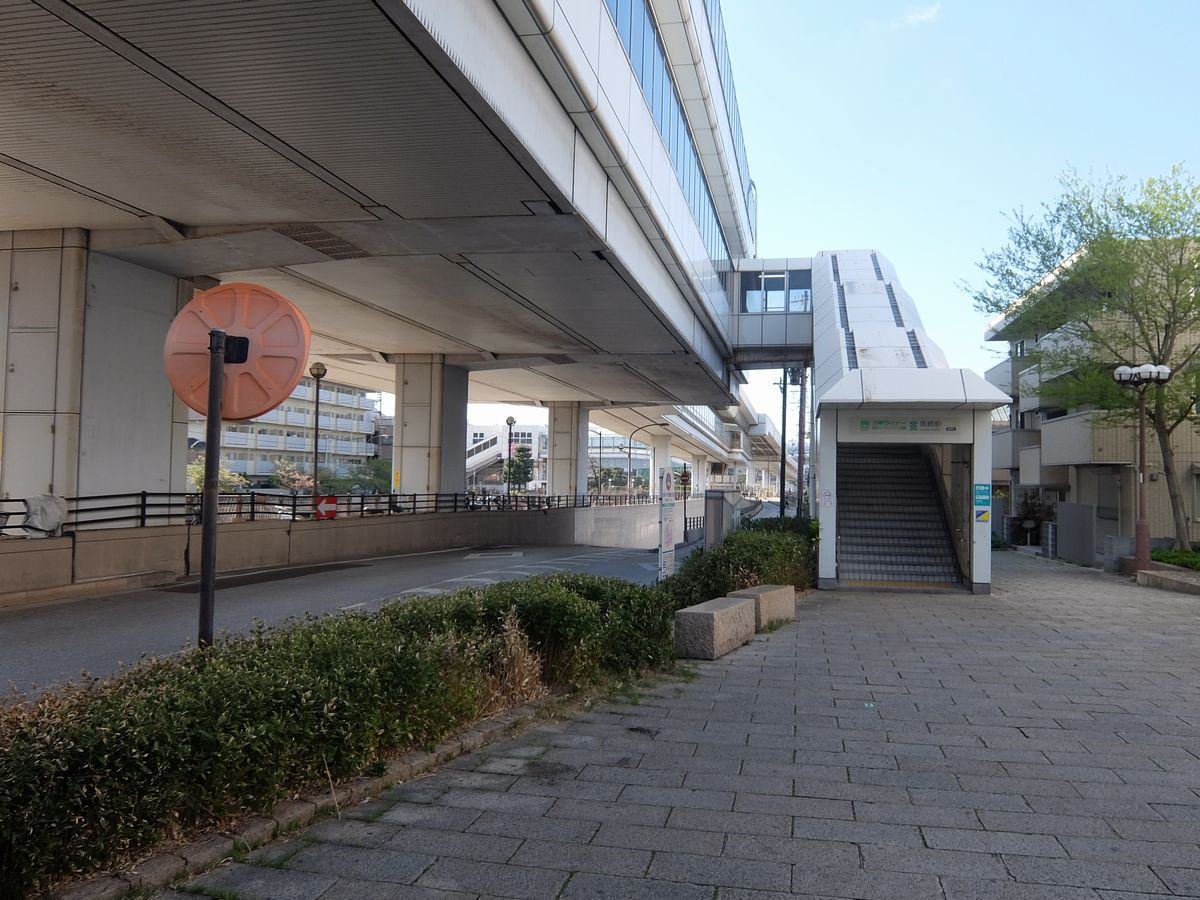
六甲ライナー魚崎駅（四丁目）

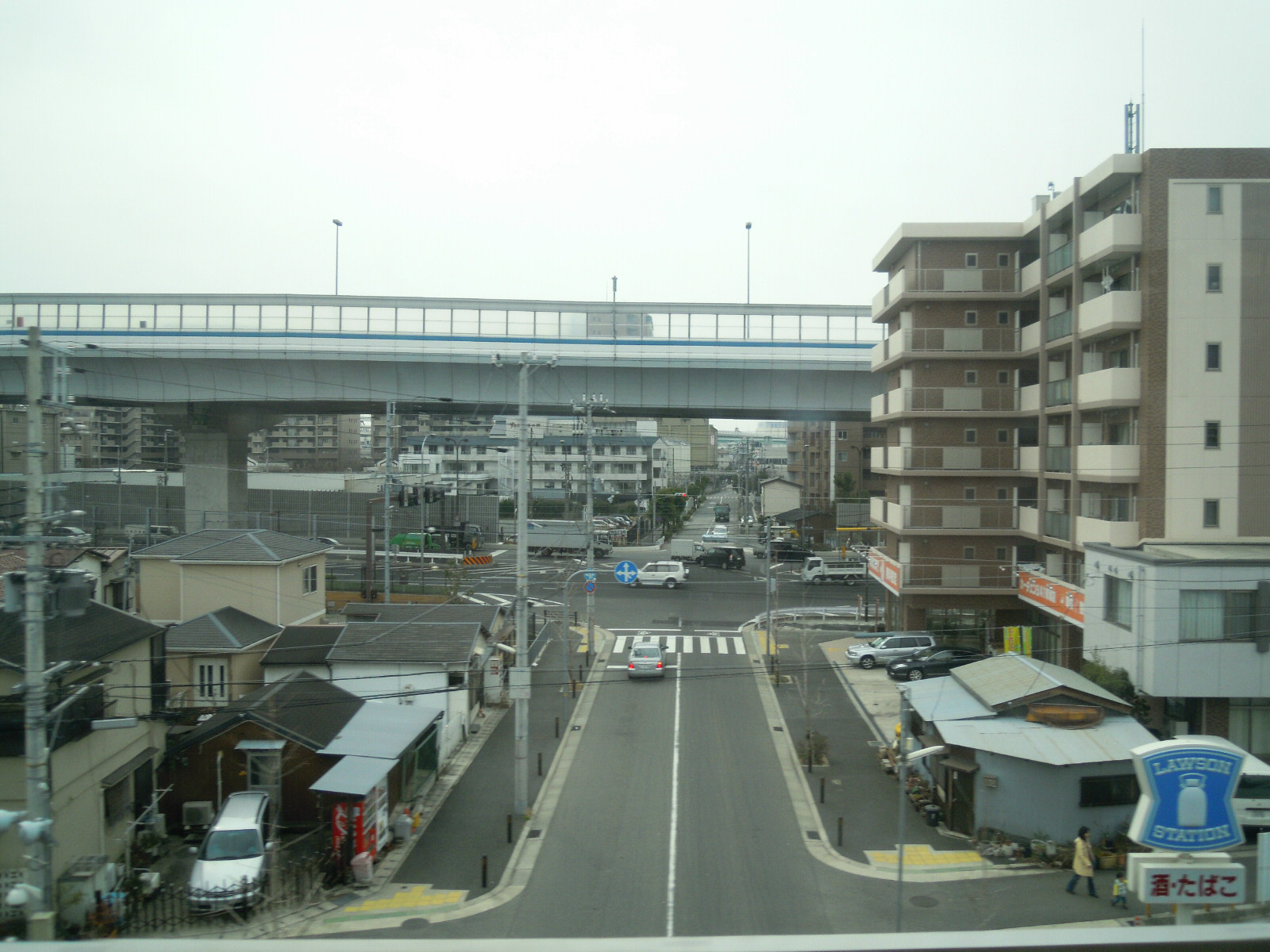
北側から見る、国道43号松原交差点付近（三丁目）。高架道路は阪神高速3号神戸線。

神戸市東灘区・旧魚崎町域の住吉川以西にあたる。東は住吉川を隔てて阪神本線以南が魚崎南町、同じく阪神本線以北が魚崎中町、南は神戸新交通六甲アイランド線南魚崎駅の連絡通路で人工島神戸東部第二工区の東半住吉浜町と接続、西は旧住吉村域（住吉地区）の住吉南町、阪神本線以北の北西は同じく住吉宮町、北の住吉幹線以東が住吉東町。

## 歴史
昭和44年（1969年）6月1日に住居表示実施に伴う町名変更で魚崎町魚崎字川西が一・二丁目（阪神高速3号神戸線以南）、字上松原（一部）・下松原・字西松原（一部）が三丁目（阪神高速以北阪神本線以南）、字上松原（一部）・西松原（一部）が四丁目（阪神本線以北）が成立した。

## 町名の変遷
| 昭和25年4月1日             | 昭和30年10月15日   | 昭和45年6月1日     |
| -------------------------- | ------------------ | ------------------ |
| 魚崎町魚崎字下獺川（南半） | 魚崎町魚崎字川西   | 魚崎西町一～四丁目 |
| 魚崎町魚崎字嶋崎           | 魚崎町魚崎字川西   | 魚崎西町一～四丁目 |
| 魚崎町魚崎字川西浜         | 魚崎町魚崎字川西   | 魚崎西町一～四丁目 |
|                            | 魚崎町魚崎字川西   | 魚崎西町一～四丁目 |
| 魚崎町魚崎字下松原         |                    | 魚崎西町一～四丁目 |
| 魚崎町魚崎字上松原         |                    | 魚崎西町一～四丁目 |
|                            | 魚崎町魚崎字西松原 | 魚崎西町一～四丁目 |
| 魚崎町魚崎字上獺川         |                    | 魚崎西町一～四丁目 |
| 魚崎町魚崎字下獺川（北半） |                    | 魚崎西町一～四丁目 |
| 魚崎町魚崎字下松原         |                    | 魚崎西町一～四丁目 |

## 交通

### 鉄道
- R 六甲ライナー
  - (住吉本町)-魚崎駅-南魚崎駅-(向洋町中)

## 施設

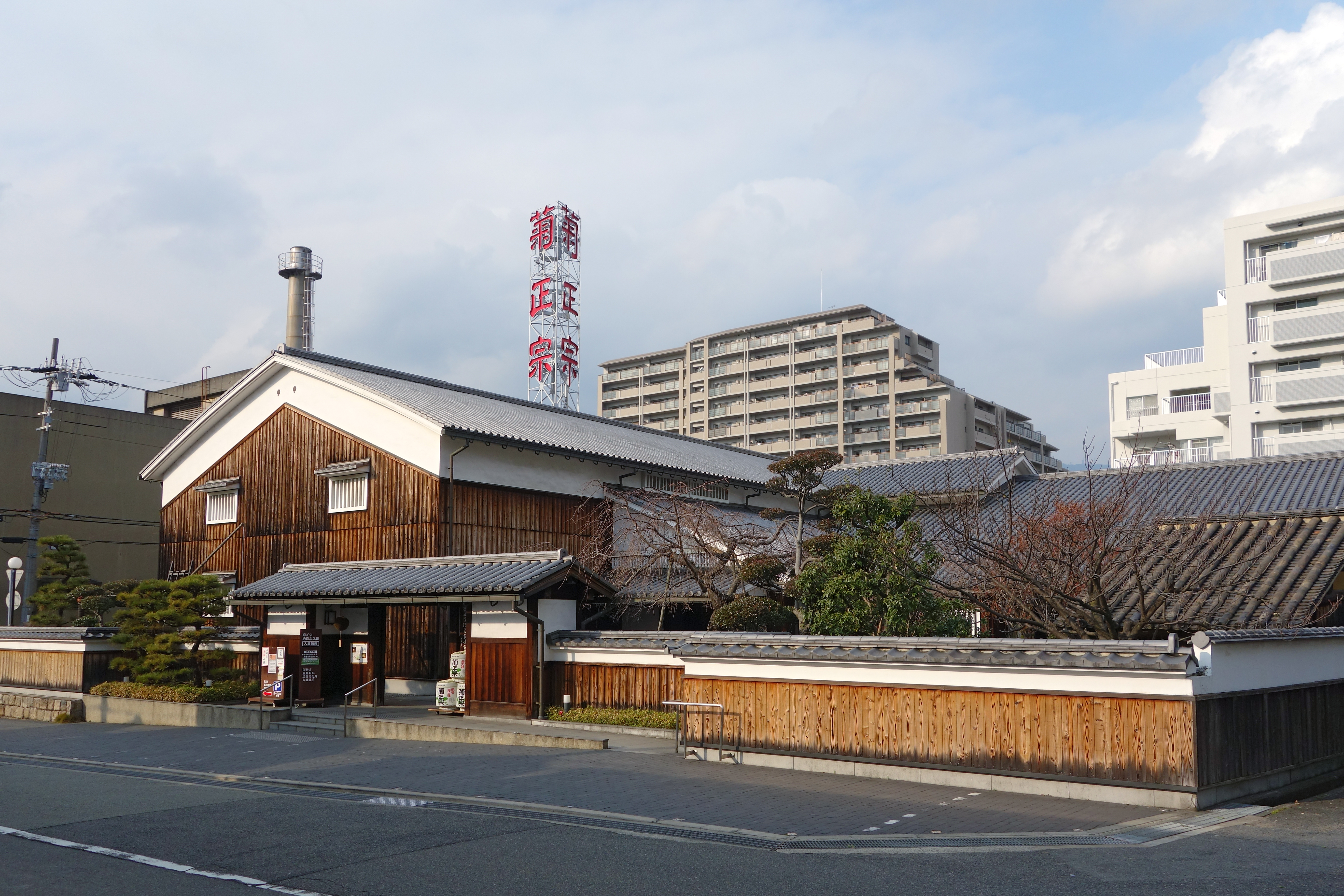
菊正宗酒造記念館（一丁目）

- 菊正宗酒造菊栄工場・菊正宗酒造記念館（一丁目）
- 雀の松原